# Tom Briscoe
Pour les articles homonymes, voir Briscoe.

a Compétitions nationales et continentales officielles uniquement.

b Matchs officiels uniquement.
Tom Briscoe, né le 19 mars 1990 à Featherstone, est un joueur anglais de rugby à XIII évoluant au poste d'ailier ou de centre dans les années 2000 et 2010. Il a été sélectionné en sélection anglaise. En club, il a commencé sa carrière à Hull FC en 2008 avant de rejoindre les Rhinos de Leeds en 2014.

## Palmarès
- Collectif :
  - Vainqueur de la Super League : 2015 et 2017 (Leeds).
  - Vainqueur de la Challenge Cup : 2014, 2015 et 2020 (Leeds).
  - Finaliste du Tournoi des Quatre Nations : 2009 et 2011 (Angleterre).
  - Finaliste du World Club Challenge : 2016 (Leeds).
  - Finaliste de la Super League : 2022 (Leeds).
  - Finaliste de la Challenge Cup : 2008 et 2013 (Hull FC).

- Individuel
  - Meilleur ailier[1] de la Super League : 2011 (Hull FC).
  - Meilleur joueur de la finale de la Challenge Cup : 2015 (Leeds).